# Gare de Robinson
Ne doit pas être confondu avec Gare d'Essonnes - Robinson.
La gare de Robinson est une gare ferroviaire française de la ligne de Sceaux, située sur le territoire de la commune de Sceaux, à proximité de Châtenay-Malabry et du Plessis-Robinson dans le département des Hauts-de-Seine, en région Île-de-France.
C'est une gare de la Régie autonome des transports parisiens (RATP), constituant le terminus de la ligne B du RER (branche B2).

## Situation
Elle tient son nom d'un quartier situé à cheval sur quatre communes : Sceaux, Fontenay-aux-Roses, Châtenay-Malabry, et Le Plessis-Robinson.
La gare est en effet située à Sceaux, près de la limite de la commune de Châtenay-Malabry, et se trouve à 400 m des communes de Fontenay-aux-Roses et du Plessis-Robinson.

## Histoire
La gare a été ouverte en 1893, lors de la transformation à voie normale de l'ancienne ligne de Sceaux à voie large du système Arnoux, avec prolongation et rectification de son tracé. C'est aujourd'hui la station terminus de la branche B2 du RER B.
La gare de l'ancien terminus, de 1846 à 1894, située impasse du Marché, plus proche du centre-ville de Sceaux, est aujourd'hui un immeuble d'appartements privés.

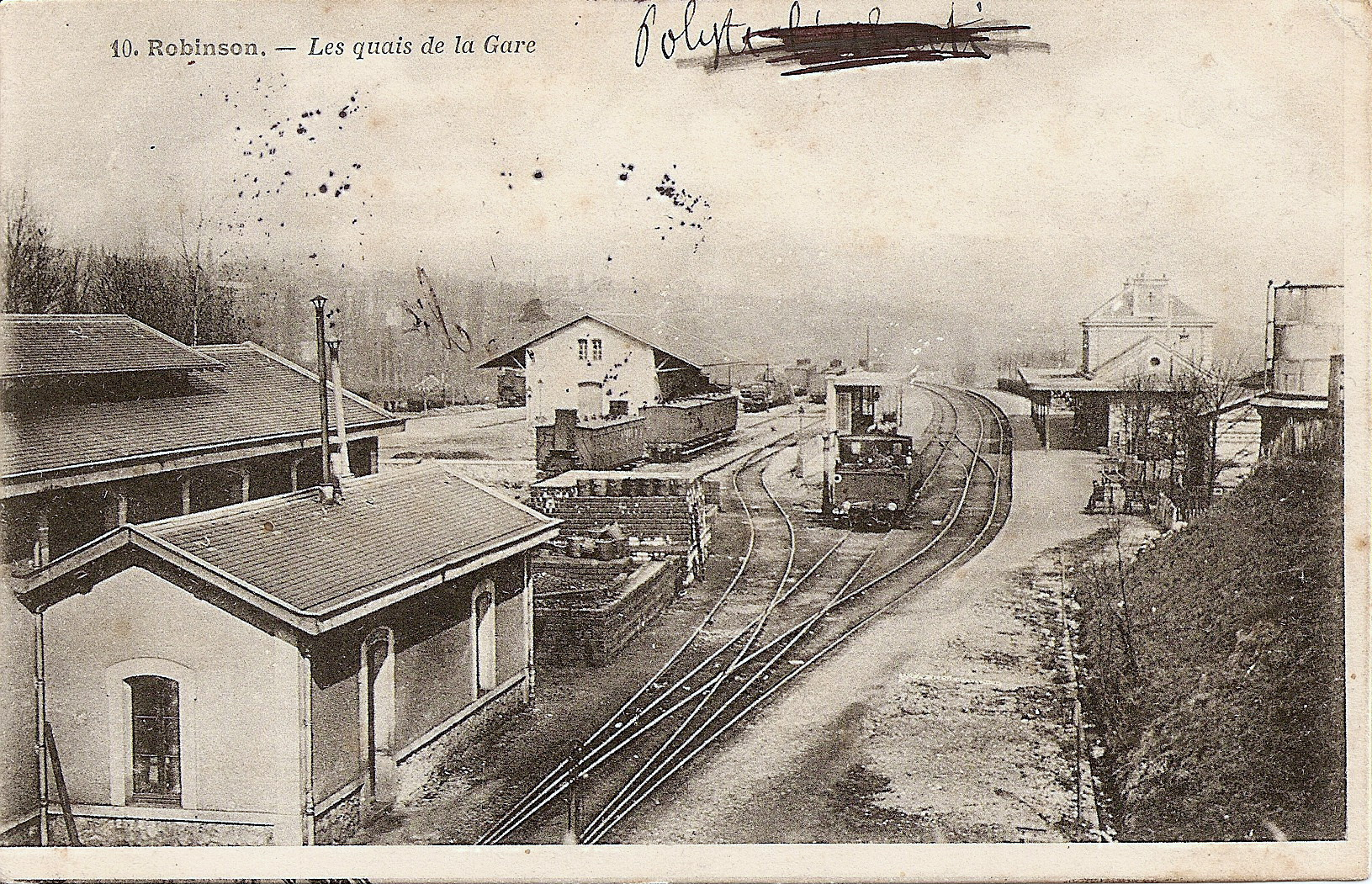
La gare de Robinson, avant 1904, du temps de l'exploitation vapeur par le PO.
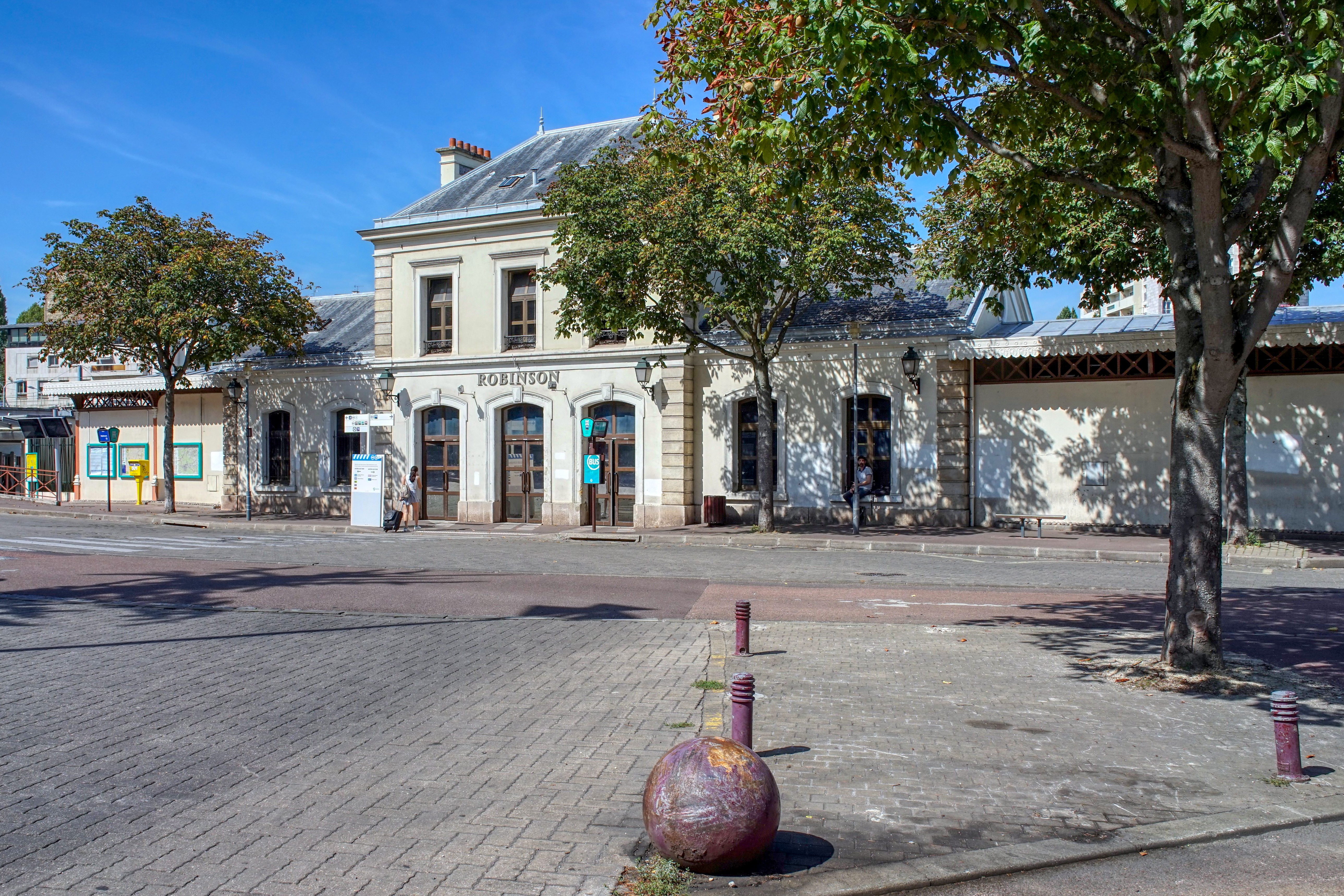
Le bâtiment voyageurs de 1893.

Depuis le milieu de l'année 2019, la gare est en travaux afin de réaménager les accès et rendre plus aisées les correspondances entre les trains et les bus.
En 2019, 2 158 769 voyageurs sont entrés à cette gare, ce qui la place en 47e position des gares de RER exploitées par la RATP pour sa fréquentation.

## Service des voyageurs

### Accès
La gare compte deux accès :
- l'accès no 1 « Avenue de la Gare » ;
- l'accès no 2 « Avenue Jules Guesde ».

Accès à la gare
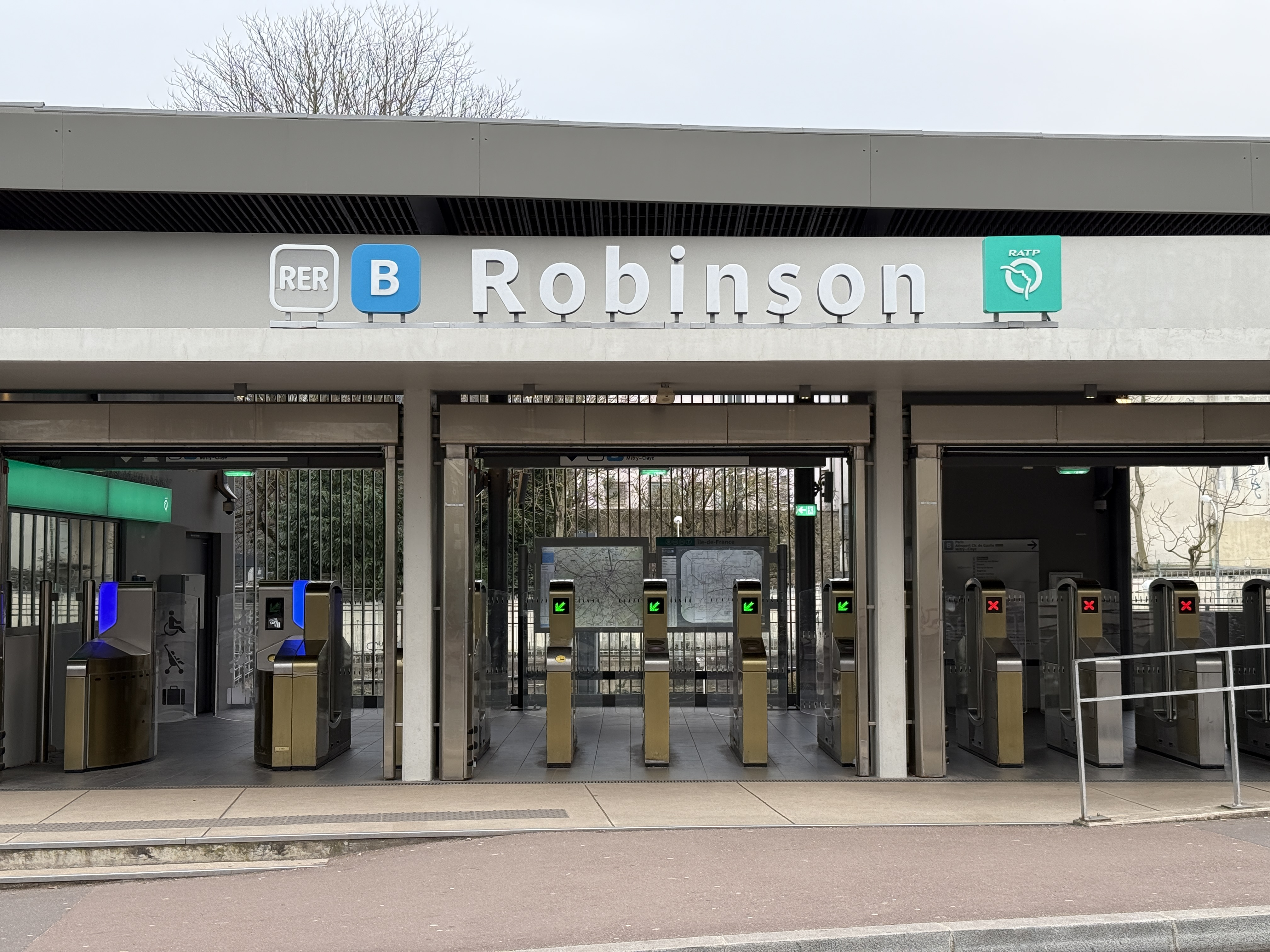
L'accès no 1 « Avenue Jules Guesde ».
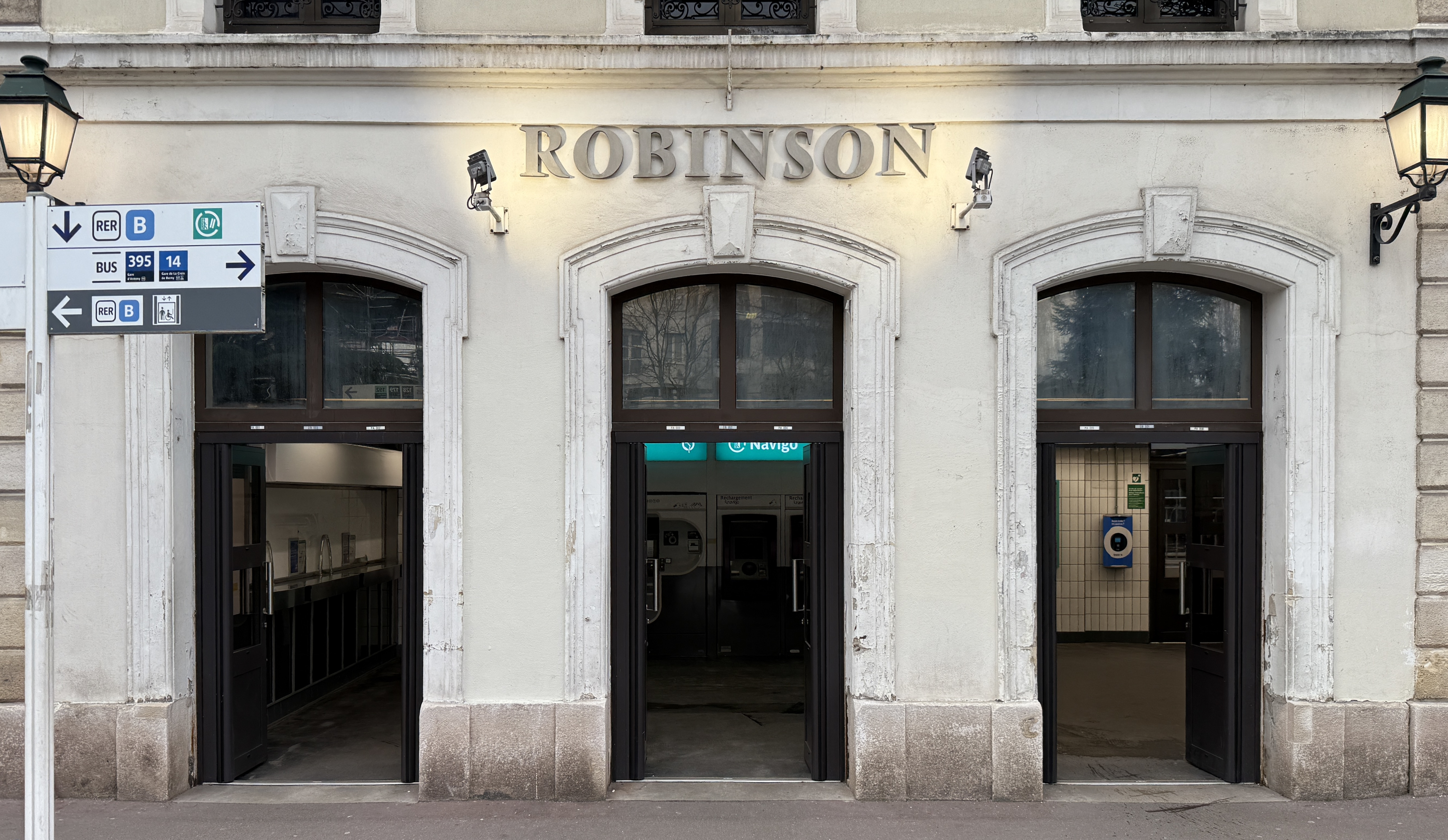
L'accès no 2 « Avenue de la Gare ».
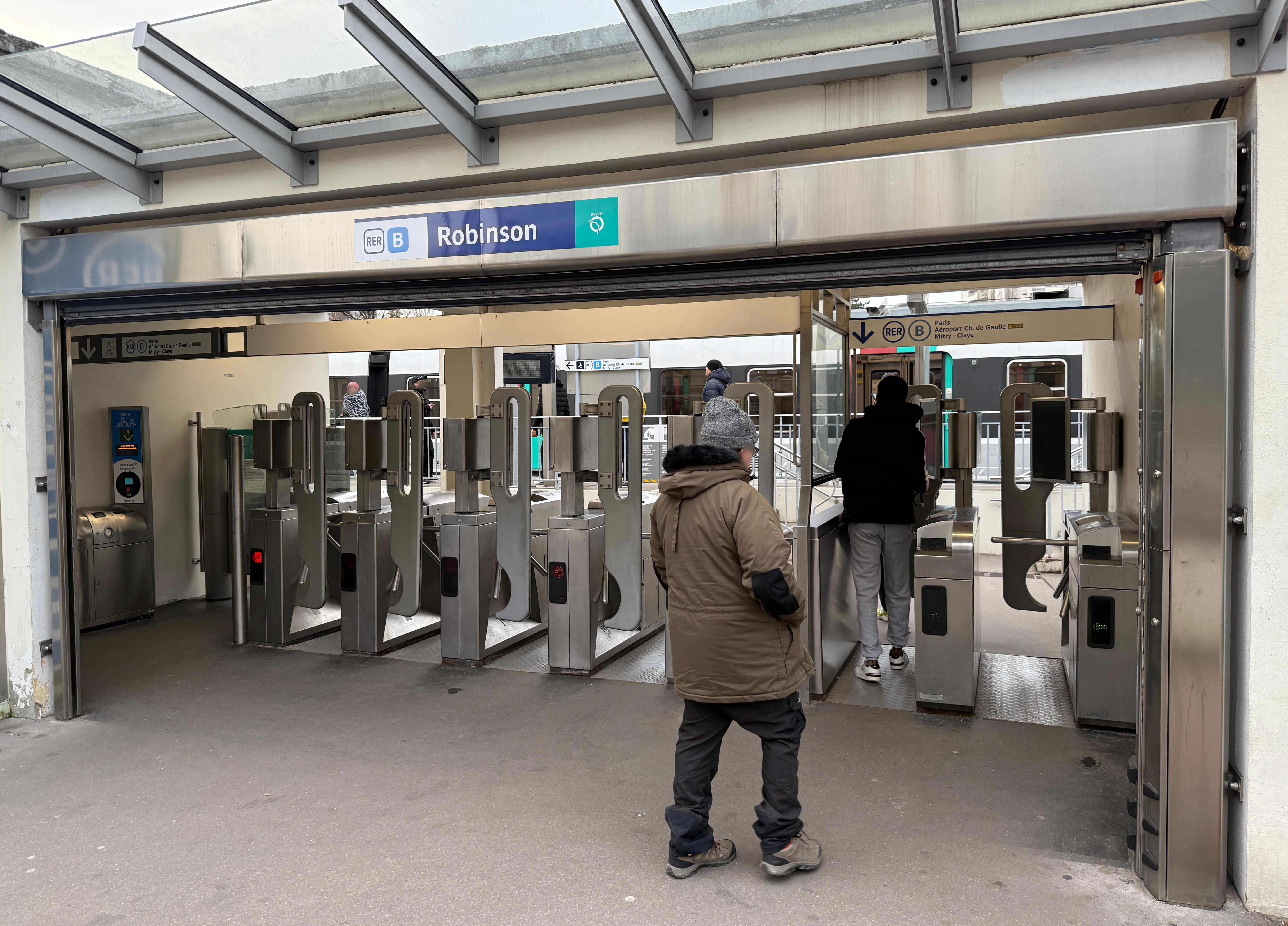
Entrée secondaire de l'accès no 2.

### Desserte
La gare est desservie par les trains du RER B, dont elle est l'un des terminus du sud de la ligne.

### Intermodalité
La gare est desservie par les lignes 128, 179, 192, 194, 294, 395 et 595 du réseau de bus RATP, par la ligne 415 du réseau de bus de la Bièvre, par la ligne 14 du réseau de bus Vallée Sud Bus, par les lignes 6176 et 6177 du réseau de bus de Vélizy Vallées et, la nuit, par la ligne N63 du réseau de bus Noctilien.

## Galerie de photographies

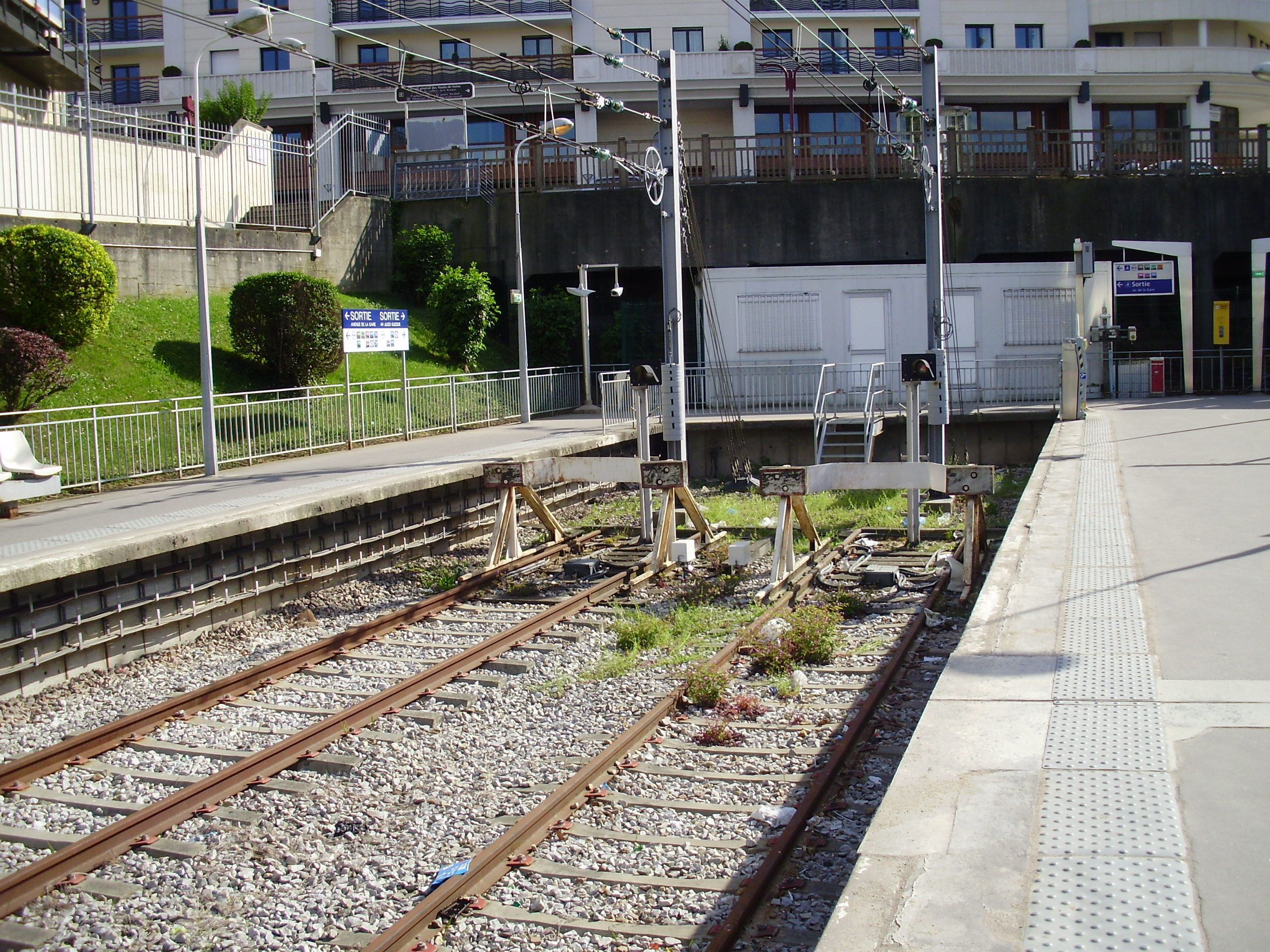
Heurtoirs des voies 1 bis, à gauche, et 2 bis, à droite.
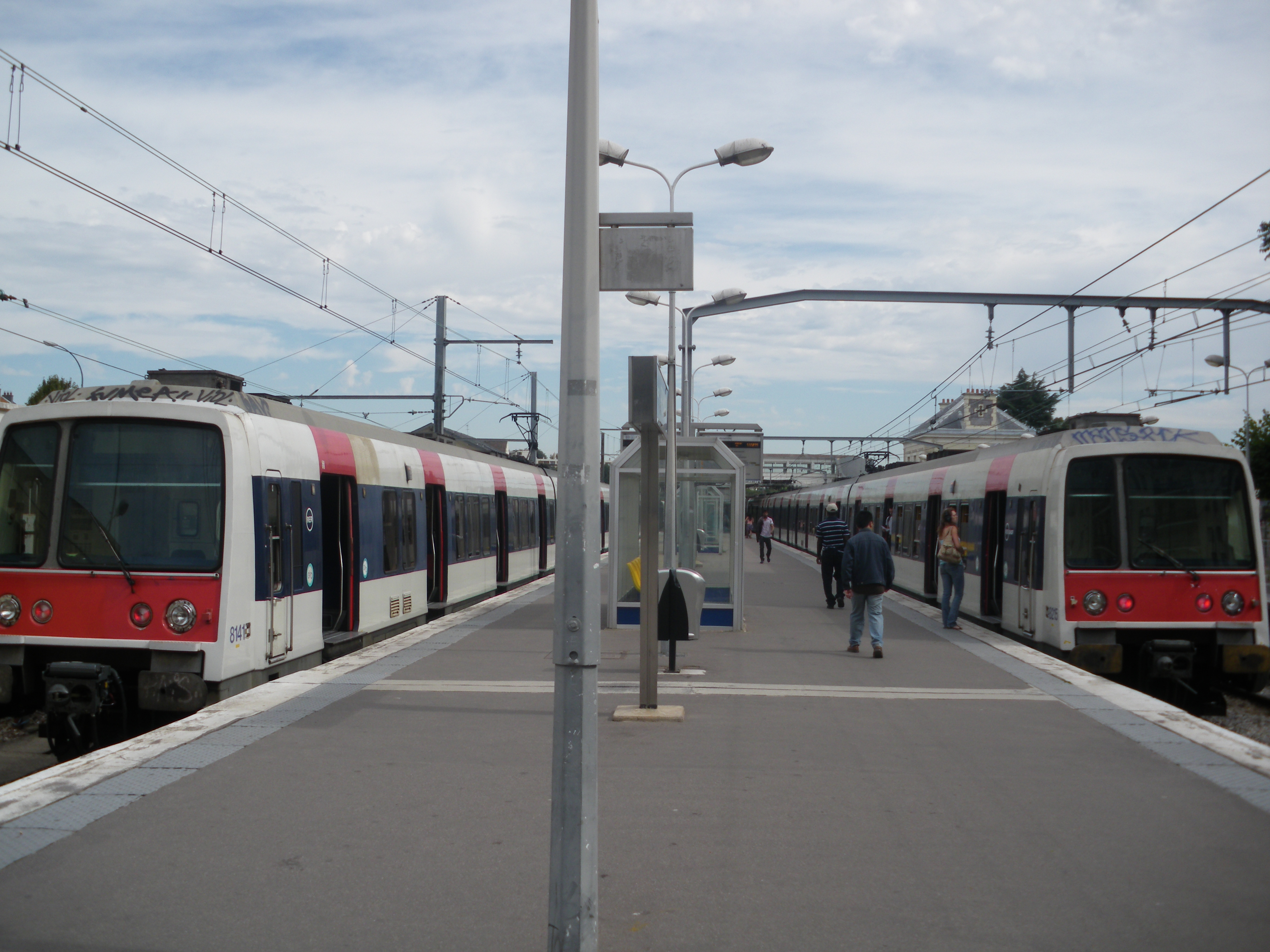
Deux rames MI 79 en attente près des heurtoirs de la gare.
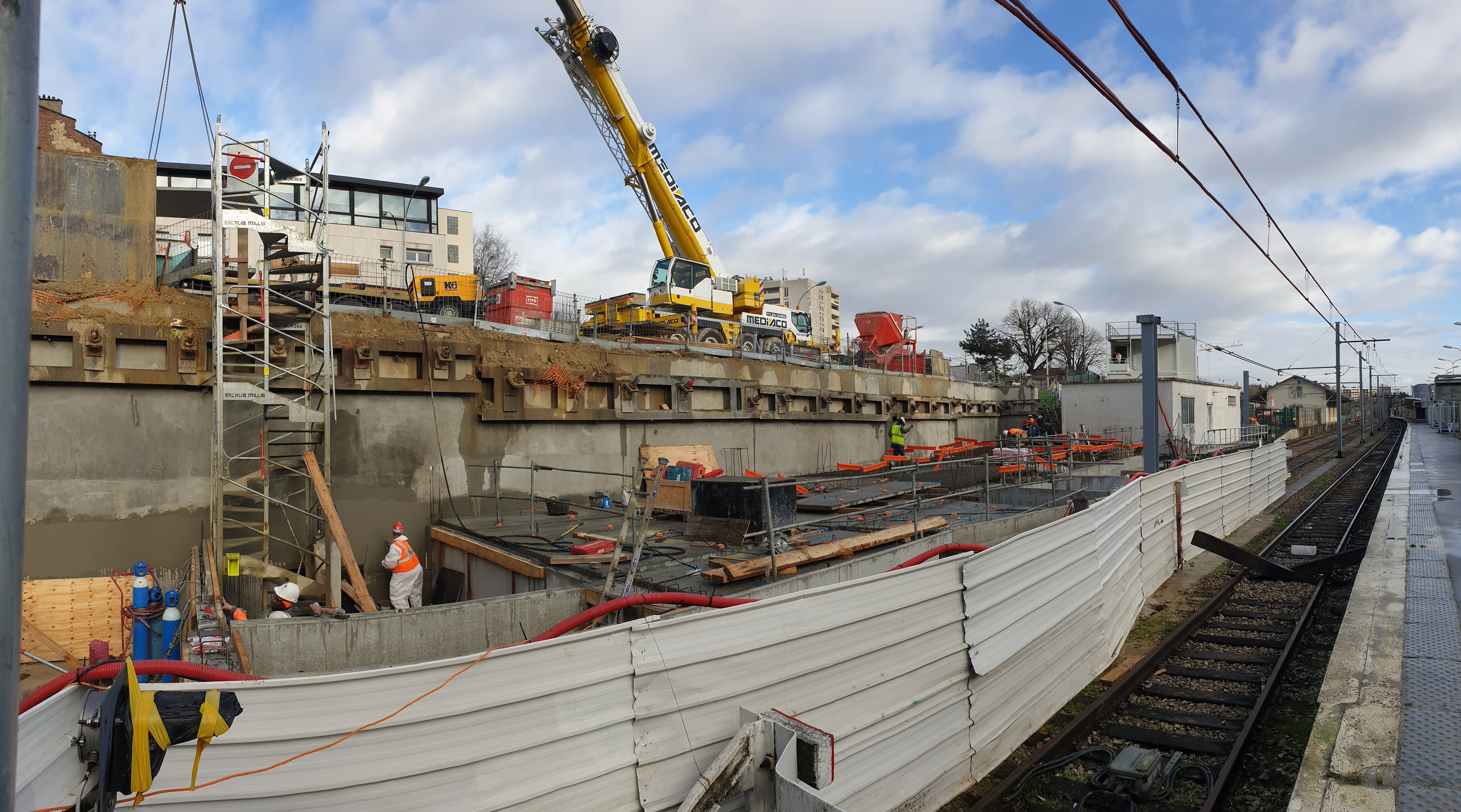
Travaux en mars 2020.